# Premio Masterton

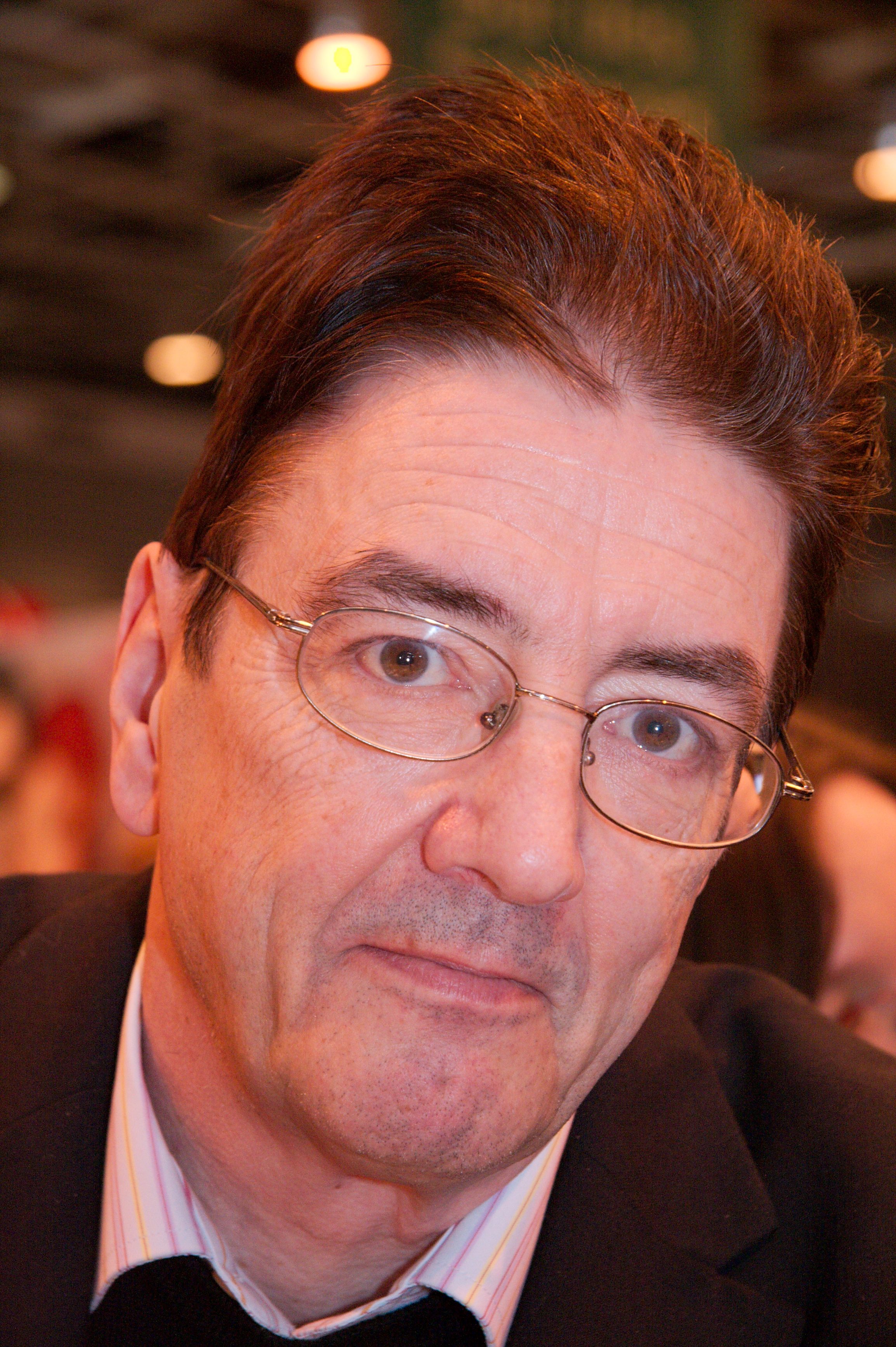
Graham Masterton, cui è dedicato il premio

Il Premio Masterton è un premio letterario francese creato nel 2000 da Marc Bailly, viene assegnato da una giuria di professionisti francofoni (scrittori, giornalisti, critici, direttori di collezioni). Il Premio viene assegnato ogni anno ad un romanzo francese, ad un romanzo straniero (tradotto) ed un romanzo francese al debutto, a carattere d'horror o fantastico. 
Il Premio è stato creato per rendere omaggio all'autore britannico Graham Masterton.

## Elenco dei vincitori del Premio Masterton
2000 
- Romanzo francese : Irrintzina di Philippe Ward
- Romanzo straniero (tradotto) : Le corps exquis di Poppy Z. Brite
- Romanzo francese al debutto : La roche aux Fras di Michel Pagel

 2001 
- Romanzo francese : L'arpenteur de mondes di Jean-Christophe Chaumette
- Romanzo straniero (tradotto) : Galilée di Clive Barker
- Romanzo francese al debutto : Cadavre exquis di Anne Dugüel

 2002 
- Romanzo francese : ex aequo Le village qui dort di Jean-Pierre Andrevon, L'aigle de sang di Jean-Christophe Chaumette
- Romanzo straniero (tradotto) : Mémoire truquée (Falsa memoria) di Dean R. Koontz
- Romanzo francese al debutto : Un choix réfléchi di Sylvie Miller

 2003 
- Romanzo francese : Pandémonium di Johan Heliot
- Romanzo straniero (tradotto) : Picatrix, l'échelle pour l'enfer (Picatrix, la scala per l'inferno) di Valerio Evangelisti
- Romanzo francese al debutto : Dragons, renards et papillons di Armand Cabasson

 2004 
- Romanzo francese : Nuit de colère di Francis Berthelot
- Romanzo straniero (tradotto) : Black Flag (Bandiera nera) di Valerio Evangelisti
- Romanzo francese al debutto : Le serpent à collerette di Francis Berthelot

 2005 
- Romanzo francese : Arlis des forains di Mélanie Fazi
- Romanzo straniero (tradotto) : Coldheart Canyon (Il canyon delle ombre) di Clive Barker
- Romanzo francese al debutto : Forêts secrètes di Francis Berthelot

 2006 
- Romanzo francese : Le regard qui tue di François Darnaudet e Pascal Metge
- Romanzo straniero (tradotto) : Lignes de vie di Graham Joyce
- Romanzo francese al debutto : Non assegnato

 2007 
- Romanzo francese : Sur le seuil di Patrick Sénécal
- Romanzo straniero (tradotto) : Le sommeil de la raison di Juan Miguel Aguilera
- Romanzo francese al debutto : Les maléfices du temps di Michel Rozenberg

 2008 
- Romanzo francese : 10 000 Litres d'horreur pure di Thomas Gunzig
- Romanzo straniero (tradotto) : Underground di Craig Spector
- Romanzo francese al debutto : Noir Duo di Sylvie Miller e Philippe Ward

 2009 
- Romanzo francese : L'effroyable vengeance de Panthera  di P.A. Orloff
- Romanzo straniero (tradotto) : Morte Saison  di Jack Ketchum
- Romanzo francese al debutto : Notre-Dame aux écailles  di Mélanie Fazi

Riconoscimenti assegnati per celebrare il 10º anniversario del Premio:
- Miglior scrittore francofono degli ultimi 10 anni : Michel Pagel
- Miglior traduttore degli ultimi 10 anni : Dean R. Koontz

Migliori vincitori dei 10 anni precedenti :
- Romanzo francese : L'arpenteur de mondes di Jean-Christophe Chaumette
- Romanzo straniero (tradotto) : Lignes de vie di Graham Joyce
- Romanzo francese al debutto : Forêts secrètes di Francis Berthelot

 2010 
- Romanzo francese : L'Enfant des Cimetières di Sire Cédric
- Romanzo straniero (tradotto) : La Lignée di Guillermo del Toro e Chuk Hogan
- Romanzo francese al debutto : Miroir de porcelaine di Mélanie Fazi

 2011 
- Romanzo francese : Le Dieu Vampire di Jean-Christophe Chaumette
- Romanzo straniero (tradotto) : Mais c'est à toi que je pense di Gary A. Braunbeck
- Romanzo francese al debutto : Séparation de corps di Richard D. Nolane

 2012 
- Romanzo francese : Les Jours étranges de Nostradamus di Jean-Philippe Depotte
- Romanzo straniero (tradotto) : La Prière d'Audubon di Kōtarō Isaka
- Romanzo francese al debutto : Les Contes D'Amy di Frédéric Livyns

 2013 
- Romanzo francese : 120 journées di Jérôme Noirez
- Romanzo straniero (tradotto) : 40 jours de nuit di Michelle Paver
- Romanzo francese al debutto : Au réveil il était midi di Claude Ecken

 2014 
- Romanzo francese : Créature du miroir di Jess Kaan
- Romanzo straniero (tradotto) : La fine di tutte le cose di China Miéville
- Romanzo francese al debutto : Punk's Not Dead di Anthelme Hauchecorne

 2015 
- Romanzo francese : Le Piège de Lovecraft di Arnaud Delalande
- Romanzo straniero (tradotto) : Nosfera2 di Joe Hill
- Romanzo francese al debutto : Le Jardin des silences di Mélanie Fazi (ex æquo) Sutures di Frédéric Livyns

 2016 
- Romanzo francese : Le Manuscrit Robinson di Laurent Whale
- Romanzo straniero (tradotto) : Tétraméron di José Carlos Somoza
- Romanzo francese al debutto : Le Vampire des origines di Marc Bailly

 2017 
- Romanzo francese: Stalingrad, di Emmanuel Delporte[1]
- Romanzo straniero tradotto : Le pacte des suicidés, di John Everson, (trad. di Thomas Bauduret)[1]
- Romanzo francese al debutto :  Anthologie Sombres Félins[1]

 2018 
- Romanzo francese: La nuit de la Vouivre, di Jean-Pierre Favard[1]
- Romanzo straniero tradotto : Playground, Actes Sud di Lars Kepler, (trad. di Lena Grumbach)[1]
- Romanzo francese al debutto : The Dark Gates of Terror, di Frédéric Livyns[1]

 2019 
- Romanzo francese: Entends la nuit, di Catherine Dufour
- Romanzo straniero tradotto : Éclosion di Ezekiel Boone
- Raccolta di racconti : L’Amour, la Mort et le Reste di Bruno Pochesci

 2020 
- Romanzo francese: La porte, di Samuel Paladino
- Romanzo straniero tradotto : Lovecraft Country di Matt Ruff
- Raccolta di racconti : Jamaiplu di Josiane Balasko

 2021 
- Romanzo francese: Déviation, di Michael Fenris
- Romanzo straniero tradotto : L'anomalie di Michael Rutger (trad. di Claire Kreutzberger)
- Raccolta di racconti : Etranges floraisons, anthologie de fantastique botanique di AA. VV.

 2022 
- Romanzo francese: Vertèbres, di Morgane Caussarieu[2]
- Romanzo straniero tradotto : L'imitatore (L’équarisseur) di Nadine Matheson (trad. di Michel Pagel)
- Raccolta di racconti : Septième ciel di Nil Borny

 2023 
- Romanzo francese: Noir, di Caroline Carton[3]
- Romanzo straniero tradotto : Kill Creek (L'horreur de Kill Creek) di Scott Thomas (trad. di Benoît Domis)
- Raccolta di racconti : Le recueil de la folie pure di Sylvain Silvestro

 2024 
- Romanzo francese: Les disparus de Blackmore, di Henri Loevenbruck[4]
- Romanzo straniero tradotto : Les maudits di Tarn Richardson (trad. di Charles Bonnot e Sigolène Vivier)
- Raccolta di racconti : Anthologie: Nouvelles de l’ouest, Crépuscule di AA. VV

## Plurivincitori
Questo premio è stato vinto per 3 volte solo da 2 scrittori e 4 volte da un solo scrittore:
- Francis Berthelot
  - 2004 : Nuit de Colère (Le Rêve du Demiurge) (Roman Français)
  - 2004 : Le Serpent à collerette (Nouvelle)
  - 2005 : Forêts Secrètes (Nouvelle)
- Jean-Christophe Chaumette
  - 2001 : L'Arpenteur du Monde (Roman Français)
  - 2002 : L'Aigle de Sang (Roman Français)
  - 2011 : Le Dieu Vampire (Roman Français)
- Mélanie Fazi
  - 2005 : Arlis des Forains (Roman Français)
  - 2009 : Notre-Dame des Ecailles (Nouvelle)
  - 2010 : Miroir de Porcelaine (Nouvelle)
  - 2015 : Le Jardin des silences (Nouvelle)